# Comuna Ciuhînka, Stanîcino-Luhanske
Ciuhînka (în ucraineană Чугинка) este o comună în raionul Stanîcino-Luhanske, regiunea Luhansk, Ucraina, formată din satele Ciuhînka (reședința), Derkulske, Oleksandrivka, Vilne și Zolotarivka.

## Demografie
Componența lingvistică a comunei Ciuhînka
     Rusă (91,66%)
     Ucraineană (7,02%)
     Alte limbi (0,14%)
Conform recensământului din 2001, majoritatea populației comunei Ciuhînka era vorbitoare de rusă (91,66%), existând în minoritate și vorbitori de ucraineană (7,02%).